# Video Home Training
Video Home Training ist eine Methode der Sozialpädagogik, bei der gut gelingende Alltagssituationen auf Video aufgezeichnet, analysiert und von allen Beteiligten besprochen werden können.
Video bezeichnet das zentrale Medium, Home den Ort des Geschehens, Training stellt in diesem Zusammenhang die Bewusstwerdung und Aktivierung von Interaktionsprozessen dar.
In der Regel läuft das VHT sitzungsweise und wie folgt ab:
- Aufzeichnung einer typischen Situation per Video durch einen neutralen Außenstehenden (Video-Home-Trainer).

Hierbei kann es sich um Alltagssituationen handeln oder um vereinbarte Gespräche zwischen den Teilnehmenden. Gefilmt wird i. d. R. 10–15 min.
- Zusammenschnitt der wichtigen Szenen zu einem Review-Video (durch Video-Home-Trainer).
- Review mit Beteiligten, dabei Diskussion und Analyse des Gesehenen (angeleitet durch den Video-Home-Trainer)

Hierbei wird v. a. der Aspekt der gelungenen Kommunikation zu Grunde gelegt. Beobachtet wird also nicht das Fehlverhalten des Kindes, sondern was hat der / haben die Erwachsenen geleistet, damit ein positiver Kontakt zustande kam, womit hat der / haben die Erwachsenen das Kind positiv erreicht. Negative Impulse werden ausgelassen bzw. als Frageimpulse genutzt (Was braucht das Kind in dieser Situation? Wie geht es dem Kind gerade?).
Die gemeinsame Rückschau ist das Zentrum des Video-Home-Trainings: Die Eltern erarbeiten mit dem Trainer, was die Eltern zum Gelingen der Situation beigetragen haben. Dabei können sie den Film zurückspulen, die Zeitlupe nutzen oder ein Standbild betrachten. So kann jeder einzelne Moment der Eltern-Kind-Kommunikation bewertet werden. Eltern und Trainer vereinbaren weitere Teilziele und entwickeln auf die Weise eine Lernroute. Weitere Aufnahmen und Rückschauen schließen sich an.
Aus den gewonnenen Erkenntnissen kann durch Modifikation des eigenen Verhaltens der Beteiligten ggf. eine neue Verhaltensformel generiert werden, die auf ihren Erfolg durch erneute Aufzeichnung (wieder VHT) geprüft wird. Der Hauptaugenmerk liegt also auf Ressourcenorientierung, positiven Ansätzen und in der Stärkung der Eltern / Erwachsenen.
Zum Abschluss des Trainings findet ein Auswertungsgespräch statt. Anhand der Videobilder lassen sich die positiven Veränderungen abbilden. Die Eltern erhalten die Videoaufnahmen, die im Laufe des Trainings gemacht wurden.
Angewendet wird das VHT im Zusammenhang mit problematischen Beziehungen (vorwiegend Familien aber auch Partnerschaften oder Teamkonstellationen). Inzwischen gibt es auch Firmen, die VHT einsetzen, um Gremienarbeit zu reflektieren.
Video-Home-Training ist auf keinen Fall zu vergleichen mit Ansätzen, wie sie die „Super-Nanny“ verfolgt. Das TV-Format nutzt Defizite im Gegensatz zum VHT, welches sich an gelungenen Szenen der Kommunikation orientiert. Dies hat neurowissenschaftliche Hintergründe.